# Chrysodema simplex
Chrysodema simplex es una especie de escarabajo del género Chrysodema, familia Buprestidae. Fue descrita científicamente por Waterhouse en 1887.